# Oudeuil
Oudeuil település Franciaországban, Oise megyében. Lakosainak száma 294 fő (2022. január 1.). Oudeuil Blicourt, Milly-sur-Thérain, La Neuville-sur-Oudeuil, Pisseleu és Saint-Omer-en-Chaussée községekkel határos.

## Népesség
A település népességének változása:
| Lakosok száma | 258  | 261  | 270  | 263  | 270  | 277  | 284  | 293  | 294  |
|               | 2013 | 2015 | 2016 | 2017 | 2018 | 2019 | 2020 | 2021 | 2022 |